# Cristina Casandra
Cristina Iloc ( n. 1 februarie 1977, Zalău, Sălaj, România) este o fostă alergătoare de fond din România, care s-a specializat în proba de 3000 de metri cu obstacole.

## Carieră
Cristina Casandra a început atletismul în clasa a VIII-a. A cucerit medalia de bronz la Campionatul Mondial de Juniori din 1996 la 5000 m. Au urmat două medalii de argint la Campionatele Europene de Tineret din 1997 și 1999 și două medalii de bronz la Universiadele din 1999 și 2003.
Sportiva a început să alerge la proba nouă de 3000 de metri cu obstacole și a doborât în anul 2000 de două ori recordul mondial. La Campionatul Mondial din 2005 a ocupat locul șapte, la Campionatul Europeandin 2006 s-a clasat pe locul zece și la Campionatul Mondial din 2007 a obținut locul șase.
Ea a reprezentat România la Jocurile Olimpice de vară din 2008 și la cele din 2012. La Beijing a stabilit recordul național cu un timp de 9:16,85, clasându-se pe locul patru. Inițial românca a fost pe locul cinci dar rusoaica Ekaterina Volkova a fost prinsă dopată.
Atleta este căsătorită cu fostul mărșăluitor Silviu Casandra⁠(en)[traduceți] cu care are doi copii. Din 2007 cei doi organizează la Suceava Grand Prix-ul „Cristina Casandra”.
Din 1996 ea este cetățean de onoare al municipiului Zalău. În 2004 a fost decorată cu Medalia „Meritul Sportiv” clasa I. Maestră Emerită a Sportului.

## Competiții internaționale
| An                   | Competiție                               | Locație                     | Loc                  | Eveniment            | Note                 |
| Reprezentând România | Reprezentând România                     | Reprezentând România        | Reprezentând România | Reprezentând România | Reprezentând România |
| -------------------- | ---------------------------------------- | --------------------------- | -------------------- | -------------------- | -------------------- |
| 1995                 | Campionatul Mondial de Cros (sub 20)     | Durham, Marea Britanie      | 31                   | 4,47 km              | 15:17                |
| 1995                 | Campionatul Mondial de Cros (sub 20)     | Durham, Marea Britanie      | 5                    | echipe               | 15:17                |
| 1996                 | Campionatul Mondial de Cros (sub 20)     | Stellenbosch, Africa de Sud | 7                    | 4,22 km              | 13:56                |
| 1996                 | Campionatul Mondial de Cros (sub 20)     | Stellenbosch, Africa de Sud | 4                    | echipe               | 13:56                |
| 1996                 | Campionatul Mondial de Juniori (sub 20)  | Sydney, Australia           | 3                    | 5000 m               | 15:41,44             |
| 1997                 | Campionatul Mondial de Cros              | Torino, Italia              | 71                   | 6,6 km               | 22:41                |
| 1997                 | Campionatul Mondial de Cros              | Torino, Italia              | 11                   | echipe               | 22:41                |
| 1997                 | Campionatul European de Tineret (sub 23) | Turku, Finlanda             | 2                    | 5000 m               | 15:46,59             |
| 1997                 | Universiada                              | Catania, Italia             | 4                    | 5000 m               | 15:52,43             |
| 1998                 | Campionatul Mondial de Cros              | Marrakech, Maroc            | 37                   | 4 km                 | 13:23                |
| 1998                 | Campionatul Mondial de Cros              | Marrakech, Maroc            | 5                    | echipe               | 13:23                |
| 1998                 | Campionatul European de Cros             | Ferrara, Italia             | 12                   | 5,6 km               | 18:53                |
| 1998                 | Campionatul European de Cros             | Ferrara, Italia             | 3                    | echipe               | 18:53                |
| 1999                 | Campionatul Mondial de Cros              | Belfast, Regatul Unit       | 39                   | 8,012 km             | 30:04                |
| 1999                 | Campionatul Mondial de Cros              | Belfast, Regatul Unit       | 5                    | echipe               | 30:04                |
| 1999                 | Campionatul Mondial de Cros              | Belfast, Regatul Unit       | 29                   | 4,236 km             | 16:11                |
| 1999                 | Campionatul Mondial de Cros              | Belfast, Regatul Unit       | 5                    | echipe               | 16:11                |
| 1999                 | Universiada                              | Palma de Mallorca, Spania   | 3                    | 5000 m               | 16:03,18             |
| 1999                 | Campionatul European de Tineret (sub 23) | Göteborg, Suedia            | 2                    | 5000 m               | 15:22,64             |
| 2000                 | Campionatul Mondial de Cros              | Vilamoura, Portugalia       | 79                   | 8,08 km              | 29:45                |
| 2000                 | Campionatul Mondial de Cros              | Vilamoura, Portugalia       | 11                   | echipe               | 29:45                |
| 2000                 | Campionatul Mondial de Cros              | Vilamoura, Portugalia       | 66                   | 4,18 km              | 13:56                |
| 2000                 | Campionatul Mondial de Cros              | Vilamoura, Portugalia       | 6                    | echipe               | 13:56                |
| 2000                 | Campionatul European de Cros             | Malmö, Suedia               | 18                   | 4,95 km              | 17:04                |
| 2000                 | Campionatul European de Cros             | Malmö, Suedia               | 6                    | echipe               | 17:04                |
| 2001                 | Campionatul Mondial de Cros              | Oostende, Belgia            | 37                   | 4,1 km               | 16:04                |
| 2001                 | Campionatul Mondial de Cros              | Oostende, Belgia            | 3                    | echipe               | 16:04                |
| 2002                 | Campionatul Mondial de Cros              | Dublin, Irlanda             | 77                   | 4,208 km             | 15:04                |
| 2002                 | Campionatul Mondial de Cros              | Dublin, Irlanda             | 9                    | echipe               | 15:04                |
| 2003                 | Universiada                              | Daegu, Coreea de Sud        | 3                    | 5000 m               | 15:50,44             |
| 2004                 | Campionatul Mondial de Cros              | Bruxelles, Belgia           | 47                   | 4 km                 | 14:25                |
| 2005                 | Campionatul Mondial                      | Helsinki, Finlanda          | 7                    | 3000 m obstacole     | 9:39,52              |
| 2006                 | Campionatul European                     | Göteborg, Suedia            | 10                   | 3000 m obstacole     | 9:42,94              |
| 2007                 | Campionatul Mondial                      | Osaka, Japonia              | 6                    | 3000 m obstacole     | 9:29,63              |
| 2008                 | Jocurile Olimpice                        | Beijing, China              | 4                    | 3000 m obstacole     | 9:16,85              |
| 2009                 | Campionatul Mondial                      | Berlin, Germania            | 29                   | 3000 m obstacole     | 9:49,88              |
| 2011                 | Campionatul Mondial                      | Daegu, Coreea de Sud        | 19                   | 3000 m obstacole     | 9:51,00              |
| 2011                 | Campionatul European de Cros             | Velenje, Slovacia           | 25                   | 8,17 km              | 27:34                |
| 2011                 | Campionatul European de Cros             | Velenje, Slovacia           | 5                    | echipe               | 27:34                |
| 2012                 | Jocurile Olimpice                        | Londra, Marea Britanie      | 33                   | 3000 m obstacole     | 9:58,83              |
| 2013                 | Campionatul European de Cros             | Belgrad, Serbia             | 47                   | 8,05 km              | 28:37                |
| 2014                 | Campionatul European                     | Zürich, Elveția             | 12                   | 3000 m obstacole     | 9:55,42              |

## Recorduri personale
| Probă            | Performanță | Dată              | Locație  |
| ---------------- | ----------- | ----------------- | -------- |
| 5000 m           | 15:22,64    | 31 iulie 1999     | Göteborg |
| 3000 m obstacole | 9:16,85 RN  | 17 august 2008    | Beijing  |
| 3000 m în sală   | 9:08,58     | 21 februarie 2007 | Atena    |